# Mbola Mwungu
Mbola Mwungu – bóstwo wodne ludu Bajombe przedstawiane jako garbaty człowiek bez nosa, sprawca wylewów rzek i powodzi. Karze złodziei trądem.